# Saint Patrick East (circunscripción electoral)

Saint Patrick East en Granada.

Saint Patrick East es una de las quince circunscripciones electorales en las que se divide Granada para las elecciones a la Cámara de Representantes. Está compuesta por la porción este de la parroquia homónima.
La circunscripción se creó para las elecciones de 1972, cuando se dividió en dos la circunscripción correspondiente a la parroquia de Saint Patrick. Se ha mantenido como un distrito competitivo desde su establecimiento. Fue la circunscripción de Tillman Thomas, primer ministro de Granada entre 2008 y 2013. Su parlamentario actual es Dennis Matthew-Cornwall, del Congreso Nacional Democrático (NDC).
De cara a las elecciones de 2022, la circunscripción tenía 3.914 electores registrados.

## Representantes electos
| Elección | Partido | Partido                            | Parlamentario           |
| -------- | ------- | ---------------------------------- | ----------------------- |
| 1972     |         | Partido Laborista Unido de Granada | Oliver Paeburn          |
| 1976     |         | Partido Laborista Unido de Granada | Oliver Paeburn          |
| 1984     |         | Nuevo Partido Nacional             | Tillman Thomas          |
| 1990     |         | Partido Laborista Unido de Granada | Winston E. Frederick    |
| 1995     |         | Nuevo Partido Nacional             | Adrian F. Mitchell      |
| 1999     |         | Nuevo Partido Nacional             | Adrian F. Mitchell      |
| 2003     |         | Congreso Nacional Democrático      | Tillman Thomas          |
| 2008     |         | Congreso Nacional Democrático      | Tillman Thomas          |
| 2013     |         | Nuevo Partido Nacional             | Clifton David Paul      |
| 2018     |         | Nuevo Partido Nacional             | Pamela Moses            |
| 2022     |         | Congreso Nacional Democrático      | Dennis Matthew-Cornwall |